# 新潟県道326号小白倉木落線
新潟県道326号小白倉木落線（にいがたけんどう326ごう こじらくらきおとしせん）は、新潟県十日町市を通る一般県道である。起点付近でわずかに（約30m程）小千谷市域を通過する。

## 概要

### 路線データ
- 起点：新潟県十日町市小白倉卯（新潟県道56号小千谷大沢線交点）
- 終点：新潟県十日町市木落（国道252号交点）

## 通過する自治体
- 新潟県
  - 十日町市 - 小千谷市 - 十日町市

## 接続する道路
- 新潟県道56号小千谷大沢線（起点：十日町市小白倉卯）
- 新潟県道49号小千谷十日町津南線（十日町市野口 - 十日町市仁田で重複）
- 国道252号（終点：十日町市木落）

## 周辺
- 国道117号
- 国道403号
- JR飯山線 下条駅
- 十日町市立下条中学校
- 十日町市立橘小学校
- 十日町市立下条小学校
- 橘郵便局
- 下条郵便局
- 節黒城跡
  - キャンプ場
- 信濃川